# Doug Serrurier
Louis Douglas "Doug" Serrurier, född 9 december 1920 i Germiston i Transvaal, död 3 juni 2006 i Johannesburg, var en sydafrikansk racerförare.

## Racingkarriär
Serrurier byggde sin egen formel 1-bil, med namnet LDS efter sina initialer, som han deltog med i tre hemmalopp, varav han kvalificerades sig till två och kom i mål i ett på elfte plats.
Serrurier körde även ett antal lokala grand prix-lopp utanför formel 1-VM för diverse stall, bland annat med sin LDS-bil, 1961–1966. Han kom som bäst sexa i tre race.

## F1-karriär
| Säsong | Stall/Tillverkare             | Poäng | Placering |
| ------ | ----------------------------- | ----- | --------- |
| 1962   | Otello Nucci (LDS-Alfa Romeo) | 0     | –         |
| 1963   | Otello Nucci (LDS-Alfa Romeo) | 0     | –         |
| 1965   | Otello Nucci (LDS-Climax)     | 0     | –         |